# قرار مجلس الأمن التابع للأمم المتحدة رقم 883
تم اعتماد قرار مجلس الأمن التابع للأمم المتحدة رقم 883 في 11 تشرين الثاني / نوفمبر 1993، بعد الإشارة إلى القرار 731 لعام 1992 والقرار 748 لعام 1992، اقر المجلس بأن ليبيا لم تلتزم بقرارات مجلس الأمن المذكورة خلال العشرين شهراً الماضية، ونتيجة لذلك فرض عقوبات دولية إضافية عليها.